# 블라디미르 세론
블라디미르 로이 세론 로하스(스페인어: Vladimir Roy Cerrón Rojas, 1970년 12월 16일 ~ )는 페루의 신경외과의사, 정치인이다. 2011년부터 2014년까지 후닌주지사를 역임했으며, 2019년 주지사직에 복귀했으나 범죄에 연루되어 직무 정지되었다. 2021년 총선에서 최다 의석을 확보한 자유 페루의 창당주이자 서기장이다.